# اوبا (شاوشات)
اوبا (به ترکی استانبولی: Oba) یک منطقهٔ مسکونی در ترکیه است که در شاوشات واقع شده‌است. اوبا ۶۰ نفر جمعیت دارد.